# Bothria frontosa
Bothria frontosa är en tvåvingeart som först beskrevs av Johann Wilhelm Meigen 1824.  Bothria frontosa ingår i släktet Bothria och familjen parasitflugor. Arten är reproducerande i Sverige. Inga underarter finns listade i Catalogue of Life.